# Federația Română de Atletism
Federația Română de Atletism – rumuńska narodowa federacja lekkoatletyczna. Siedziba federacji znajduje się przy ulicy Primo Nebiolo w Bukareszcie. Federacja jest jednym z członków European Athletics.